# DAF・33
33は、1967年から1974年までオランダ、アイントホーフェンのDAFによって生産された小型セダンである。外見上も技術的にも前身のダフォディルとあまり違いはない。
1966年には33と同じ市場区分で実質的に競合するミケロッティがデザインした44が導入されたが、33の生産は続けられた。1969年にはより豪華な仕様が発売された。
33は、その他のDAF車と同じく、無段変速機システムのヴァリオマチックを搭載している。

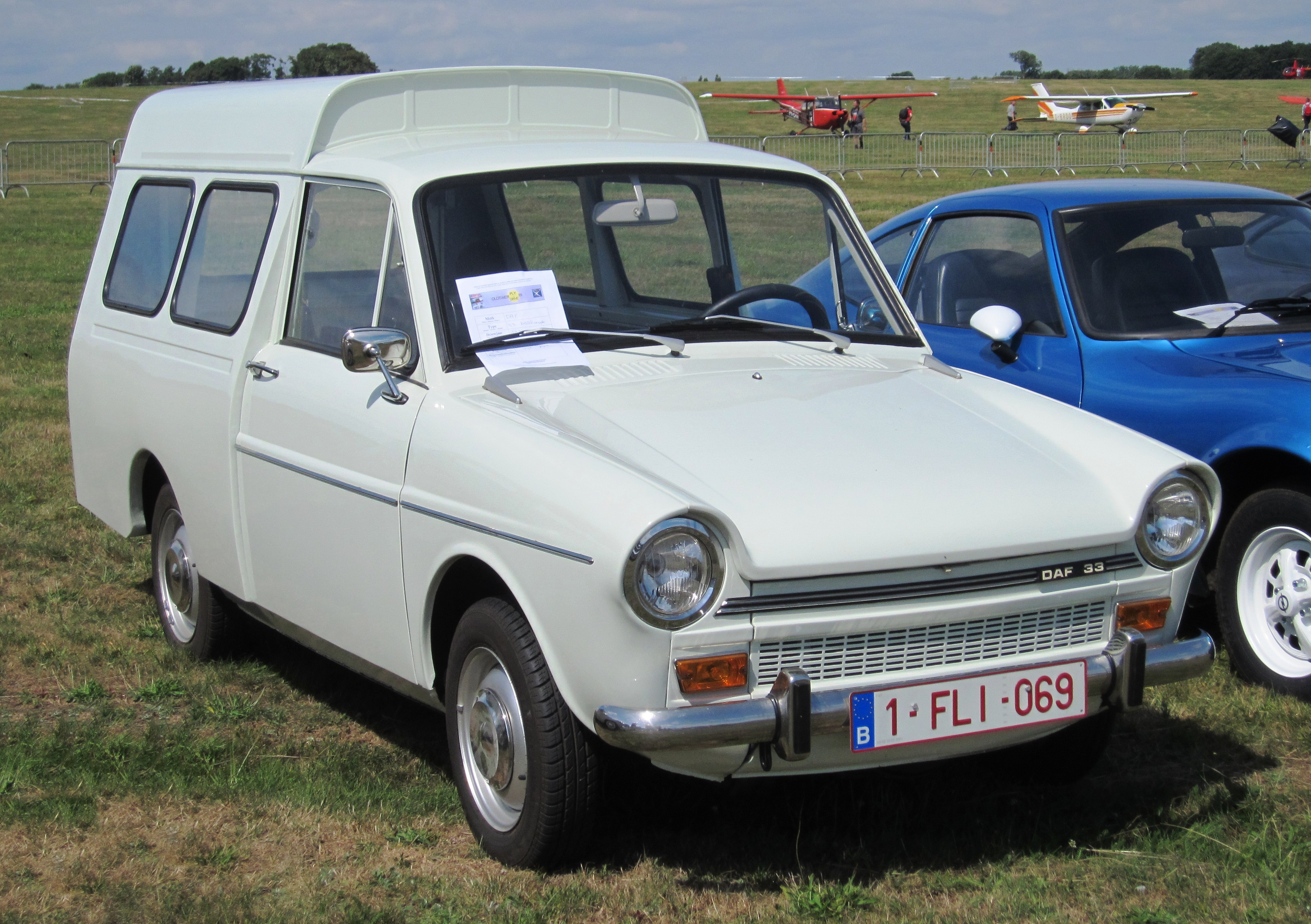
DAF 33エステート